# Downham Market
Downham Market ist ein Dorf und Civil parish in Norfolk, England. Es liegt am Rande der Fens, am Fluss Great Ouse, etwa 20 km südlich von King’s Lynn, 60 km westlich von Norwich und etwa in derselben Entfernung nördlich von Cambridge.
Das Civil parish nimmt eine Fläche von 5,2 km² ein und hatte im Jahr 2001 eine Bevölkerung von 6730, verteilt auf 3258 Haushalte. Das Dorf fällt in den District King’s Lynn and West Norfolk. Es ist Teil von South West Norfolk.
Das Dorf war ein Zentrum für Landwirtschaft, wobei es vorher Produzent für die Wirtschaft der Fens war. Das Dorf besitzt außerdem eine Brücke, die über den Ouse führt. Im Mittelalter war es bekannt für seinen Verkauf von Butter und besaß außerdem einen Pferdemarkt.
Eine besondere Sehenswürdigkeit der Stadt ist die mittelalterliche Pfarrkirche, die nach Edmund dem Märtyrer benannt wurde, und ein viktorianischer Uhrturm, der 1878 erbaut wurde. Das Dorf ist auch dafür bekannt, dass sich Karl I. nach der Schlacht von Naseby dort versteckte. Momentan wird der Marktplatz stark verändert, indem der Markt zum Rathausparkplatz umgesiedelt wurde. Das Stadtschild stellt die Krone und Pfeile von Karl I. dar. Außerdem sind mit ihm Pferde abgebildet, um die Wichtigkeit der damaligen Pferdemärkte herauszustellen.

## Transport

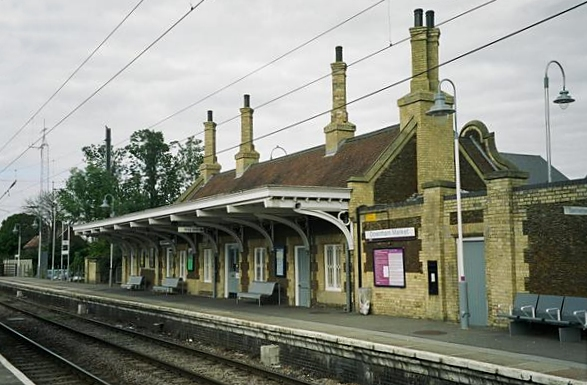
Downham Market Railway Station

Für den Eisenbahntransport steht die Downham Market Railway Station zur Verfügung, die an der Fen Line von London nach King’s Lynn liegt.

## Bildung
Im Dorf existieren zwei Grundschulen: Hillcrest und Clackclose. Zudem gibt es eine High School, die Downham Market High School und das Downham Market College.

## Wichtige Persönlichkeiten
- Isaac Casaubon (1559–1614), Wissenschaftler der klassischen Altertumswissenschaft und Philologe, verbrachte Zeit in diesem Dorf
- George William Manby (1765–1854), englischer Erfinder, wurde in diesem Dorf unterrichtet
- George Henry Dashwood (1801–1869), Geburtsort des britischen Altertumsforschers
- Paul Hawkins (1912–2002), Politiker
- Oswald Baker (1915–2004), katholischer Priester, lebte in diesem Dorf
- Patrick Holman (* 1945), Cricketspieler, wurde in diesem Dorf geboren

## Weiteres
- Das Dorf besitzt außerdem einen Fußballclub namens Downham Town F.C.